# Asociația de Fotbal din Irak
Asociația de Fotbal din Irak (arabă الاتحاد العراقي لكرة القدم) este forul ce guvernează fotbalul în Irak. Se ocupă de organizarea echipei naționale și a altor competiții de fotbal din stat cum ar fi Prima Ligă Irakiană.